# دلتای رود مکونگ

موقعیت منطقه مکونگ دلتا در کشور ویتنام

دلتای رود مکونگ (ویتنامی: Đồng bằng Sông Cửu Long) یکی از مناطق کشور ویتنام است.
این منطقه که شامل ۱۲ استان و یک منطقه شهری می‌شود مساحت آن ۴۰٬۵۵۳٫۱ کیلومتر مربع و جمعیت آن در سال ۲۰۰۹ میلادی ۱۷٬۱۹۱٬۴۷۰ نفر بوده است.
دلتای مکونگ، که در ویتنام با نام Đồng bằng Sông Cửu Long (به معنای دلتای رود نه اژدها) یا به سادگی Đồng Bằng Sông Mê Kông شناخته می‌شود، منطقه‌ای در جنوب غربی ویتنام است که رود مکونگ از طریق شبکه‌ای از انشعابات وارد دریا می‌شود. این منطقه با مساحتی بیش از ۴۰٬۵۰۰ کیلومتر مربع، بخش بزرگی از جنوب غربی ویتنام را در بر می‌گیرد و وسعت آن بسته به فصل متغیر است. جغرافیای مرطوب و ساحلی این منطقه، آن را به منبع مهمی برای کشاورزی و آبزی‌پروری کشور تبدیل کرده است.
دلتای مکونگ از اوایل قرن چهارم پیش از میلاد مسکونی بوده است. این منطقه، حاصل سکونت خمرها، ویتنامی‌ها، چینی‌ها و فرانسوی‌ها بوده و آبراه‌های آن نام‌های متعددی دارند، از جمله واژه خمر Bassac که به حوضه پایینی و بزرگ‌ترین شاخه رودخانه‌ای آن اشاره دارد. پس از کنفرانس ژنو در سال ۱۹۵۴، ویتنام به دو بخش تقسیم شد و ویتنام جنوبی بخش جنوبی کشور را به ارث برد. پس از سال ۱۹۷۵، دلتای مکونگ از جمهوری ویتنام جدا شد و اکنون بخشی از کشور ویتنام کنونی است. امروزه، این منطقه شامل ۱۲ استان (لانگ آن، دونگ تاپ، تین جیانگ، آن جیانگ، بن تر، وینگ لونگ، ترا وین، هائو جیانگ، کین جیانگ، سوک ترانگ، باک لیو، و کا مائو) به همراه شهر کن تو در سطح استان می‌شود.

## گنجینه زیستی و چالش‌های اقلیمی
دلتای مکونگ به عنوان «گنجینه‌ای زیستی» شناخته می‌شود. بین سال‌های ۱۹۹۷ تا ۲۰۰۷، بیش از ۱۰۰۰ گونه جانوری در این منطقه ثبت شد و گونه‌های جدیدی از گیاهان، ماهی‌ها، مارمولک‌ها و پستانداران، از جمله موش سنگی لائوسی که گمان می‌رفت منقرض شده است، در مناطق کمتر کاوش‌شده کشف شده‌اند. با این حال، جغرافیای پست و ساحلی این منطقه آن را در برابر تغییرات اقلیمی ناشی از بالا آمدن سطح آب دریا، همراه با مسائل مرتبط مانند فرسایش ساحلی و نفوذ آب شور، بسیار آسیب‌پذیر می‌کند.

## تاریخچه

### سکونتگاه‌های اولیه و تمدن‌های اولیه در دلتای مکونگ
دلتای مکونگ احتمالاً از دوران پیش از تاریخ مسکونی بوده است، با حضور تمدن‌های فونان و چنلا در این منطقه برای قرن‌ها. اکتشافات باستان‌شناسی در اُک ائو و دیگر مکان‌های فونانی نشان می‌دهد که این منطقه از اوایل قرن اول میلادی بخش مهمی از تمدن فونان بوده است، با بنادر تجاری و کانال‌های پر رونق و سکونتگاه‌های انسانی گسترده که ممکن است تا قرن چهارم پیش از میلاد نیز قدمت داشته باشند. در حالی که هیچ اجماع روشنی در مورد ترکیب قومی ساکنان منطقه در دوران فونان وجود ندارد، باستان‌شناسان پیشنهاد می‌کنند که ممکن است آنها با مردم آسترونزیایی ارتباط داشته‌اند. کتیبه‌های خمر در دوره چنلا ظاهر می‌شوند. انگکور بوری، مکانی در دلتای مکونگ که بین ۴۰۰ پیش از میلاد تا ۵۰۰ پس از میلاد وجود داشته است، دارای شبکه‌های تجاری دریایی گسترده‌ای در سراسر آسیای جنوب شرقی و با هند بود و اعتقاد بر این است که احتمالاً پایتخت باستانی تمدن فونان بوده است.

### تهاجمات چامپا و تسلط استعماری
در اوایل قرن ۱۵، چامپا شروع به انجام چندین تهاجم در دلتای مکونگ کرد. پادشاهی رو به زوال کامبوج در سال‌های ۱۴۰۸ و ۱۴۱۴ از امپراتوری مینگ چین درخواست مداخله کرد. با این وجود، در سال ۱۴۲۱ اینداراوَرمن ششم از چامپا، بخش شرقی دلتای مکونگ، از جمله شهر بازاری بین هوا را تصرف و ضمیمه کرد. او مجسمه‌ای از تریبهوواناکرنتا (ویشنو) را در آنجا نصب کرد تا جنوبی‌ترین حد چامپا را مشخص کند. در سال ۱۷۵۷، لردهای ویتنامی کنترل کا مائو را به دست آوردند. تا دهه ۱۸۶۰، استعمارگران فرانسوی کنترل دلتای مکونگ را برقرار کرده و مستعمره کوچین‌چین فرانسه را تأسیس کردند.

### دوران ویتنامی: الحاق دلتای مکونگ
تصرف دلتای مکونگ توسط ویتنامی‌ها را می‌توان به دو مرحله تقسیم کرد:
در سال ۱۶۲۱، لرد نگوین فوک نگوین ترتیب یک ازدواج قراردادی بین دخترش نگوین فوک نگوک وان و پادشاه کامبوجی چی چتا دوم را داد. در ازای آن، بندر تجاری ویتنامی در شهر پرئی نوکور (اکنون شهر هوشی‌مین) تأسیس شد و مهاجران ویتنامی که به منطقه نقل مکان می‌کردند، از معافیت مالیاتی برخوردار شدند. در مقابل، نگوین‌ها از نظر سیاسی و نظامی به کامبوج کمک می‌کردند تا با فشارهای پادشاهی آیوتایا (سیام) مقابله کنند. اولین سکونتگاه‌های ویتنامی در دلتای مکونگ ظاهر شدند و در اطراف دونگ نای و موی خوای (امروزه با ریه-وونگ تائو) متمرکز شدند.
در سال ۱۶۵۸، بدون هیچ بهانه‌ای، نگوین‌ها به کامبوج حمله کرده و تنها پادشاه مسلمان خمر، راماتیپادی اول (سلطان ابراهیم) را برکنار کردند. ۱۶ سال بعد، نگوین‌ها دوباره به امور سلطنتی داخلی کامبوج دخالت نظامی کرده و شاهزاده انگ نان را به قدرت رساندند. نگوین‌ها از پناهندگان چینی فراری دعوت کردند تا در شهرهای ورودی رود مکونگ، می تو و بین هوا ساکن شوند. در سال ۱۶۸۸، چینی‌ها علیه لردهای نگوین شورش کردند. پادشاه انگ نان در سال ۱۶۹۱ درگذشت و شورش به زودی حل و فصل شد. پس از انقیاد کامل چامپا در سال ۱۶۹۷، لردهای نگوین، مارکی نگوین هیو کان و یک گروه کوچک اعزامی را برای الحاق پرئی نوکور فرستادند. آنها نام آن را به گیا دین تغییر دادند، ساختارهای اداری ویتنامی را تأسیس کردند و عمیقاً در دلتای پایین‌تر مکونگ از می تو تا آن جیانگ به کاوش پرداختند. پادشاه چی چتا چهارم از کامبوج سعی کرد جلوی ویتنامی‌ها را بگیرد اما در سال ۱۷۰۰ توسط نگوین هیو کان شکست خورد. در فوریه ۱۷۰۰، او از آن جیانگ به کامبوج حمله کرد. در ماه مارس، گروه اعزامی ویتنامی تحت فرمان کان و یک ژنرال چینی تران توآنگ خوین (چن شانگچوان) ارتش اصلی کامبوج را در دژ بیچ دوی شکست دادند، پادشاه چی چتا چهارم فرار کرد در حالی که برادرزاده‌اش انگ ام تسلیم مهاجمان شد زیرا ویتنامی‌ها پنوم پن را تصرف کردند. در نتیجه، سایگون و لانگ آن به‌طور رسمی توسط نگوین‌ها به دست آمدند و مهاجران ویتنامی بیشتری به سرزمین‌های تازه فتح شده نقل مکان کردند. در سال ۱۷۰۸، ماک کیو ازها تین نیز به لردهای نگوین سوگند وفاداری یاد کرد.

## استان‌ها
| No. | استان/منطقه شهری | مساحت   | مساحت   | جمعیت (۲۰۰۹) | تراکم         | تراکم          |
| No. | استان/منطقه شهری | (km²)   | (sqmi)  | جمعیت (۲۰۰۹) | (persons/km²) | (persons/sqmi) |
| --- | ---------------- | ------- | ------- | ------------ | ------------- | -------------- |
| ۱   | کان‌تو            | ۱٬۴۰۱٫۶ | ۵۴۱٫۲   | ۱٬۱۸۸٬۴۳۵    | ۸۱۳٫۳         | ۲٬۱۰۶          |
| ۲   | استان آن‌جانگ     | ۳٬۵۳۶٫۸ | ۱٬۳۶۵٫۶ | ۲٬۱۴۲٬۷۰۹    | ۶۲۵٫۰         | ۱٬۶۱۹          |
| ۳   | استان باک‌لیئو    | ۲٬۵۸۴٫۱ | ۹۹۷٫۷   | ۸۵۶٬۵۱۸      | ۳۱۷٫۴         | ۸۲۲            |
| ۴   | استان بن تر      | ۲٬۳۶۰٫۲ | ۹۱۱٫۳   | ۱٬۲۵۵٬۹۴۶    | ۵۷۳٫۴         | ۱٬۴۸۵          |
| ۵   | استان کاماو      | ۵٬۳۳۱٫۷ | ۲٬۰۵۸٫۶ | ۱٬۲۰۶٬۹۳۸    | ۲۳۱٫۱         | ۵۹۹            |
| ۶   | استان دونگ تاپ   | ۳٬۳۷۶٫۴ | ۱٬۳۰۳٫۶ | ۱٬۶۶۶٬۴۶۷    | ۴۹۴٫۰         | ۱٬۲۷۹          |
| ۷   | استان هائو گیانگ | ۱٬۶۰۱٫۱ | ۶۱۸٫۲   | ۷۵۷٬۳۰۰      | ۴۹۷٫۷         | ۱٬۲۸۹          |
| ۸   | استان کیئن‌جانگ   | ۶٬۳۴۸٫۳ | ۲٬۴۵۱٫۱ | ۱٬۶۸۸٬۲۴۸    | ۲۶۵٫۴         | ۶۸۷            |
| ۹   | استان لونگ آن    | ۴٬۴۹۳٫۸ | ۱٬۷۳۵٫۱ | ۱٬۴۳۶٬۰۶۶    | ۳۱۶٫۷         | ۸۲۰            |
| ۱۰  | استان سوک‌چانگ    | ۳٬۳۱۲٫۳ | ۱٬۲۷۸٫۹ | ۱٬۲۹۲٬۸۵۳    | ۳۸۵٫۳         | ۹۹۸            |
| ۱۱  | استان تین گیانگ  | ۲٬۴۸۴٫۲ | ۹۵۹٫۲   | ۱٬۶۷۲٬۲۷۱    | ۶۹۱٫۳         | ۱٬۷۹۰          |
| ۱۲  | استان ترا وین    | ۲٬۲۹۵٫۱ | ۸۸۶٫۱   | ۱٬۰۰۳٬۰۱۲    | ۴۵۱٫۷         | ۱٬۱۷۰          |
| ۱۳  | استان وین لونگ   | ۱٬۴۷۹٫۱ | ۵۷۱٫۱   | ۱٬۰۲۴٬۷۰۷    | ۷۱۴٫۶         | ۱٬۸۵۱          |